# 岩崎真純
岩崎 真純（いわさき ますみ、1948年7月25日 - 2009年10月5日）は、日本のアナウンサー。
埼玉県浦和市（現・さいたま市）出身。

## 来歴・人物
國學院大學卒業後、1971年アナウンサーとしてフジテレビに入社、アナウンサーとして勤務した。須田哲夫らは同期にあたる。
フジテレビを退社しフリーに転身後、1977年10月から1984年3月30日まで山本文郎とともに『テレポートTBS6』（TBS／関東ローカル）のキャスターを担当、八千草薫似の美貌とさわやかな語り口で茶の間の人気を集めた。『テレポートTBS6』出演中、TBSアナウンサーの小口勝彦と結婚し二児の母親となった。ともに番組を担当した山本が2008年に再婚した際、その披露パーティーに駆けつけて受付を買って出た。
しかし2009年10月5日、さいたま市南区の自宅で就寝中、全焼となる火災に遭い実母とともに焼死。61歳没。
没後、小口の手で岩崎の短歌や俳句、関係者の言葉などをまとめた冊子「岩崎真純 その歌と人と」が刊行された。

## 出演番組

### フリー
| 期間          | 期間          | 番組名                                              | 役職             |
| ------------- | ------------- | --------------------------------------------------- | ---------------- |
| 1977年10月    | 1984年3月     | テレポートTBS6（TBS）                               | メインキャスター |
| 1986年4月19日 | 1986年4月19日 | きりぎりすの山登り 童謡詩人・金子みすゞ（山口放送） | ナレーション     |